# Синагога в Форштадте
Синагога в Форштадте (Старая синагога) — синагога в Кёнигсберге. Уничтожена в период Холокоста.

## История
Еврейская община Кёнигсберга образовалась в 1671 году и к 1756 году она насчитывала 307 евреев. В 1756 году по разрешению прусского короля Фридриха II в районе Форштадт (западнее нынешнего Ленинского проспекта), было воздвигнуто здание синагоги, которое сгорело при пожаре 1811 года. При этом также сгорел дом, где родился философ Иммануил Кант.
Новое здание синагоги было построено в 1815 году на этом же месте — Синагогенштрассе 2, переименованной в 30-е годы XX века в Зеелештрассе. После возведения в 1894—1896 годах Новой синагоги на улице Линденштрассе напротив Кафедрального собора синагога на Синагогенштрассе 2 стала называться Старой cинагогой.
В 1933 году численность еврейского населения Кёнигсберга составляла 3170 человек. К этому времени в Кёнигсберге было пять синагог. Во время «Хрустальной ночи» с 9 на 10 ноября 1938 года синагоги Кёнигсберга, в том числе и Старая Синагога, были сожжены и разрушены. В относительной целости сохранилась только одна синагога — «Адат Израэль».